# Lake City (Iowa)
Lake City – miasto w Stanach Zjednoczonych, w stanie Iowa, w hrabstwie Calhoun. W 2000 liczyło 1 787 mieszkańców.